# Человек с золотой рукой
«Человек с золотой рукой» (англ. The Man with the Golden Arm) — американский фильм Отто Премингера по одноимённой повести (1949) Нельсона Олгрена с Фрэнком Синатрой в главной роли.
В 2020 году внесён в Национальный реестр фильмов США.

## Сюжет
Карточный шулер Фрэнки Макине возвращается в город после шести месяцев реабилитации от героиновой зависимости. Он хочет завязать с прошлой жизнью и начать работать джазовым барабанщиком. С женой Зош его держит лишь чувство долга: после совместной аварии она оказалась прикованной к инвалидной коляске. Однако, Зош страдает расстройством личности, и симулирует свою инвалидность, чтобы удержать мужа. Более того, она требует, чтобы он вернулся к старой работе картёжника. Фрэнки находит понимание и поддержку у Молли, с которой он давно находится в романтических отношениях, и тайно от жены пытается репетировать у неё дома. В конце концов ему удаётся добиться прослушивания, он хочет бросить карты, но карточный босс и наркодилер требуют, чтобы Фрэнки провёл последнюю жульническую игру в покер. Напряжение профессиональное и личное выводит Фрэнка из себя, и предложения наркоторговца кажутся всё более соблазнительными. В итоге Френк возвращается к наркозависимости, проваливает прослушивание, и попадает в подозреваемые в убийстве наркодилера. Только благодаря помощи Молли ему получается преодолеть ломку и оправдать себя в убийстве.

## Отличия сценария от романа
По роману Зош имеет паралич психосоматического происхождения. И убийство по неосторожности совершает не она, а сам Френки. Финал в романе Олгрена, в отличие от сценария, более мрачный — Фрэнки в состоянии полной беспомощности делает попытку суицида.

## В ролях
- Фрэнк Синатра — Фрэнки Макине
- Элинор Паркер — Зош
- Ким Новак — Молли
- Арнольд Стэнг — Воробей
- Даррен Макгейвин — Луи Фоморовски
- Роберт Штраусс — Зеро Швифка
- Джон Конте — Пьянчуга Джон
- Доро Меранде — Ви
- Джордж Э. Стоун — Сэм Маркетт
- Джордж Мэтьюс — Уильямс
- Леонид Кински — Доминовски
- Эмиль Мейер — детектив Беднар
- Джек Малхолл — тюремщик (в титрах не указан)